# Liten svartspik
Liten svartspik (Chaenothecopsis nana) är en lavart som beskrevs av Tibell. Liten svartspik ingår i släktet Chaenothecopsis och familjen Mycocaliciaceae.  Arten är reproducerande i Sverige. Inga underarter finns listade i Catalogue of Life.